# No-IP
No-IP je soubor internetových služeb americké společnosti s ručením omezeným Vitalwerks Internet Solution se sídlem v Renu v Nevadě, jehož jádrem je správa dynamických DNS. Soubor zahrnuje služby zdarma i placené a to kromě správy DNS například také správu e-mailové komunikace nebo certifikátů SSL. 

## Rozvoj
Po svém založení v říjnu 1999 nabízela společnost nejprve zdarma dynamické DNS a přesměrování URL. V květnu 2000 byla založena rodičovská společnost Vitalwerks Internet Solution a od ledna 2001 No-IP nabízí i placené služby, nejprve jen dynamickou správu poddomén ve vlastní doméně. Později ve stejném roce přibývá správa e-mailových služeb. 
No-IP se stávala postupně oblíbenější, dočkala se recenzí v časopisech a později dokonce někteří výrobci směrovačů (mj. DLink, Sonicwall a SMC) zabudovávali do firmware svých výrobků podporu protokolu, kterým se oznamuje No-IP změna IP adresy, aby No-IP mohlo aktualizovat DNS záznam. Podpora pro No-IP se vyskytla i ve firmware třetích stran, například v DD-WRT.

## Výpadek služeb v červenci 2014
V roce 2014 19. června požádala společnost Microsoft soud v Nevadě, aby jí byla přidělena správa 22 internetových domén služby No-IP. Důvodem mělo být nedostatečné potírání službu využívajících botnetů, které ohrožovaly zákazníky Microsoftu. Soud žádosti údajně vyhověl ex parte, tedy bez vědomí společnosti Vitalwerks, která se o soudním opatření dověděla až v okamžiku, kdy už Microsoft ovládal její domény. Krok Microsoftu kritizovala jednak proto, že údajně při potírání zneužívání dříve řádně spolupracovala, jednak proto, že Microsoft svými kroky rozbil službu nejen pro nelegální botnety, ale především pro mnohonásobně víc řádných (z části platících) klientů. Microsoftu se nepodařilo obnovit fungování služby pod svou správou ani po 36 hodinách od převzetí.